# Prozopopeja
Prozopopeja, fictio personae – odautorskie wprowadzenie w obręb wypowiedzi stanowiących pozorny cytat słów tych, którzy nie mogą rzeczywiście wypowiedzieć się w danej sprawie – zmarłych, nieobecnych, a nawet (poprzez personifikację) przedmiotów, zwierząt, zjawisk i pojęć.
Prozopopeja znana jest z klasycznych ujęć retoryki – jej funkcją w przemowie jest kreacja fikcyjnych oponentów i sprzymierzeńców mówcy, co ma ułatwić mu prowadzenie argumentacji.